# 구스미촌
구스미촌(楠見村)은 와카야마현 가이소군에 설치되었던 촌이다. 현재의 와카야마시에 해당한다.

## 역사
- 1889년 4월 1일 - 정촌제 시행에 의해 나구사군 구스미촌이 성립하였다.
- 1896년 4월 1일 - 아마군, 나구사군과 합병해 가이소군이 되었다.
- 1942년 7월 1일 - 마쓰에촌, 기시촌, 기노모토촌과 함께 와카야마시에 편입되었다.